# Eulepte concordalis
Eulepte concordalis là một loài bướm đêm trong họ Crambidae.